# 栗谷かずよ
栗谷 かずよ（くりや かずよ）は、日本のフルート奏者、作曲家・編曲家。熊本県出身。KAJU名義でシンガーソングライターとしても活動している。女性。

## 来歴
熊本市生まれ。4歳でピアノを始め、幼少の頃より即興で歌うようになる。小学生の頃は合唱部、中学時代は吹奏楽部に所属しその頃よりフルートを本格的に始める。高校卒業後、武蔵野音楽大学音楽学部器楽学科（フルート専攻）に入学。大学3年の頃よりジャズや即興演奏に目覚める。同校を卒業後日本で演奏活動の後、Asia World Scholorship奨学金を得て2007年、米国ボストンのバークリー音楽大学に留学。在学中より、セッション・プレーヤー、レコーディング・アーティストとして活動を開始。
2010年に、Toshiko Akiyoshi Award他を受賞し、ジャズ作編曲学科Dipromaを取得後、ニューヨークに生活拠点を移し、Women of the Worldのバンドメンバーとして、ブルーノートやカーネギーホールにて演奏。また、Video Game Orchestraのオーケストラメンバーとしてボストンシンフォニーホール等で演奏。
2013年に帰国後は、自身の楽曲・音源制作のほか、楽曲提供や編曲・アーティストのサポートやCM音楽等での演奏、CM音楽の制作、ライブ活動を行う。

## これまでの主な共演者
- Cesar Camargo Mariano
- David Matthews
- Eddie Gomez
- Marcos Valle
- 小川慶太
- 中村泰士
- ポーランドクラクフ室内管弦楽団

## ディスコグラフィー

### アルバム
- Kazuyo Kuriya 『Impressions』 （2011年8月23日）

### 参加作品
1. Kasia Rokicka『Violet Rever』（2009年）
5.「Five for You」
6.「Falling Into the Sea」※フルート演奏
2. Jazz Revelation Records『BIRDS OF A FEATHER』（2010年）
7.「Rain Dance」※バス・フルート演奏、作編曲
3. ふたつゆ『はるいろ』（2011年）
1.「さくら、さくら」
2.「It might as well be spring」
3.「I can fly」
4.「春よ、来い」
5.「A flower is a lovesome thing」
6.「Aguas de marco」
7.「Here they come!」
4. Women of the World 『Koloro』（2012年）
5. Mariko Awada『Marguerite』（2012年）
6. ライトニング リターンズ ファイナルファンタジーXIII　LIGHTNING RETURNS FINAL FANTASY XIII Original Soundtrack（2013年）
7. Wendy Rolfe & Deborah DeWolf Emery『Images of Eve』（2013年）※作曲
8. Video Game Orchestra『Live At Symphony Hall』（2014年）
9. a piece of cake『沈黙のカフェでランチを』（2015年）
10. 「TVアニメ「この素晴らしい世界に祝福を!」オープニング・テーマEP『Fantastic Dreamer -Monday Afternoon ver. -』（2016年）
11. Shadow Tactics（2016年）

### 楽曲提供
- Ayumi Ueda『Tales from the Sky 古からの物語』 (2010)
- OISCA 「子供の森」計画テーマソング『森の息吹』 (2014)
- 日本リモナイト50年記念曲『天空の道』 (2015)
- 火の国悠久の会　夏目漱石来熊120周年記念曲『草枕』 (2016)
- 第10回日本フルートフェスティバルinくまもと『Evergreen』 (2016)
- 村山友美・著『心身を浄化し、幸せを引き寄せる音瞑想CDブック』(2017年4月7日)

### 主な編曲
- National Flute Association Jazz Flute Big Band（2011年）
- フルートアンサンブル'90（2012年）
- Women of the World（2012年）
- World Flutes Ensemble Boston（2012年）
- 熊本中央高等学校校歌　吹奏楽編曲（2014年）
- 第10回日本フルートフェスティバルinくまもと（2016年）
- Flute Ensemble Angel Breath CD「Treasures」（2017年）